# Ким, Евгений Петрович
Ким Евгений Петрович (30.01.1958-03.10.2020) Родился в кишлаке Пушкин Московского района Таджикской ССР. Доктор юридических наук (2002), профессор (2006), полковник юстиции, полковник милиции в отставке. Окончил юридический факультет Таджикского государственного университета им. В. И. Ленина (1979 г.). Лауреат Премии Губернатора Хабаровского края в области науки (2005 г.), Почетный сотрудник МВД России, награждён ведомственными наградами.
Скончался 03.10.2020 в г. Хабаровск после продолжительной болезни.

## Служебная деятельность
2019—2020 гг. заведующий кафедрой уголовного права Хабаровского филиала Московской академии СК России; 
2014—2019 гг. заведующий кафедрой уголовного права 5 ФПК ИПК Академии СК России;
2012—2014 гг. заведующий кафедрой Хабаровского филиала Института повышения квалификации Следственного комитета Российской Федерации;
2009—2012 гг. старший инспектор отдела следственного управления Следственного комитета Российской Федерации по Хабаровскому краю;
2007—2009 гг. заместитель начальника Дальневосточного юридического института МВД России по научной работе;
2002—2007 гг. заведующий кафедрой ОРД ОВД Дальневосточного юридического института МВД России;
1998—2002 гг. доцент кафедры административного права и административно-служебной деятельности ОВД Дальневосточного юридического института МВД России;
1979—1998 гг. служба в органах внутренних дел на различных должностях (СССР и России).

## Научная деятельность
Научная жизнь:
1986—1989 гг. адъюнкт Академии МВД СССР;
1989 г. защитил кандидатскую диссертацию «Преступность в сфере бытовых отношений и её предупреждение органами внутренних дел» (специальность 12.00.08);
1999 г. присвоено ученое звание доцента;
2002 г. блестяще защитил докторскую диссертацию «Преступность в сфере бытовых отношений и её предупреждение: проблемы теории и практики» (специальность 12.00.08);
2002 г. присвоено ученое звание профессора;
С 2003 г. профессор Ким Е. П. являлся членом диссертационных советов при Сибирском юридическом институте МВД России (г. Красноярск), а также Байкальского государственного университета экономики и права.
Профессор Ким Е. П. входил в состав редакционных коллегий некоторых юридических журналов, рекомендованных Высшей аттестационной комиссией Минобразования РФ («Российский следователь», «Криминологический журнал БГУЭП»).
Главные научные достижения:
1) Внес крупный вклад в науку криминологии, обосновав понятие преступления в сфере бытовых отношений (бытовое преступление).
2) Разработал теорию профилактики преступности в сфере бытовых отношений.
3) Совместно с А. В. Быковым разработал и обосновал понятие коррупционного преступления, связав его с преступным разрешением возникшего конфликта интересов на службе.
Основные публикации:
Опубликовал более 150 научных и учебно-методических работ, в том числе:
| 1  | ПРЕДУПРЕЖДЕНИЕ КРАЖ ЧУЖОГО ИМУЩЕСТВА, СОВЕРШЕННЫХ НЕСОВЕРШЕННОЛЕТНИМИКим Е. П., Киселёв Е. А.В сборнике: ПРАВО КАК ЭФФЕКТИВНЫЙ ИНСТРУМЕНТ РЕГИОНАЛЬНОГО РАЗВИТИЯ: ПРОБЛЕМЫ И ПЕРСПЕКТИВЫ, БАРЬЕРЫ И ВОЗМОЖНОСТИ к 220-летию именного Указа Павла I от 12 декабря 1796 года об учреждении Костромской губернии : сборник трудов XIII Всероссийских декабрьских юридических чтений в Костроме. 2017. С. 163—167. |
| 2  | ВИКТИМОЛОГИЧЕСКИЙ АСПЕКТ ПРИ РАССЛЕДОВАНИИ НАСИЛЬСТВЕННЫХ ПРЕСТУПЛЕНИЙ СОВЕРШЕННЫХ В ОТНОШЕНИИ НЕСОВЕРШЕННОЛЕТНИХКим Е. П.В сборнике: ПРАВО КАК ЭФФЕКТИВНЫЙ ИНСТРУМЕНТ РЕГИОНАЛЬНОГО РАЗВИТИЯ: ПРОБЛЕМЫ И ПЕРСПЕКТИВЫ, БАРЬЕРЫ И ВОЗМОЖНОСТИ к 220-летию именного Указа Павла I от 12 декабря 1796 года об учреждении Костромской губернии : сборник трудов XIII Всероссийских декабрьских юридических чтений в Костроме. 2017. С. 158—162. |
| 3  | ПОСТАНОВЛЕНИЕ О ПРИВЛЕЧЕНИИ В КАЧЕСТВЕ ОБВИНЯЕМОГО ПО УГОЛОВНЫМ ДЕЛАМ О НАЛОГОВЫХ ПРЕСТУПЛЕНИЯХ (СТ.СТ. 198—199 УК РФ)Быков А. В., Ким Е. П.Методические рекомендации / Методические рекомендации. Хабаровск, 2012. |
| 4  | НЕКОТОРЫЕ АСПЕКТЫ ИСПОЛЬЗОВАНИЕ ВИКТИМОЛОГИЧЕСКИХ ДАННЫХ В УГОЛОВНОМ СУДОПРОИЗВОДСТВЕКим Е. П.Расследование преступлений: проблемы и пути их решения. 2017. № 2 (16). С. 102—106. |
| 5  | ОСОБЕННОСТИ ПОВТОРНЫХ ПРЕСТУПЛЕНИЙ СОВЕРШАЕМЫХ НЕСОВЕРШЕННОЛЕТНИХКим Е. П.В книге: Торговля людьми, эксплуатация несовершеннолетних и сопряженные с ними преступленияСборник тезисов докладов научно-практического круглого стола. 2011. С. 41-44. |
| 6  | К ВОПРОСУ О ПОНЯТИИ И ВИДАХ ПРЕСТУПЛЕНИЙ ПРОТИВ НЕСОВЕРШЕННОЛЕТНИХКим Е. П., Ким В. Е.В книге: Торговля людьми, эксплуатация несовершеннолетних и сопряженные с ними преступленияСборник тезисов докладов научно-практического круглого стола. 2011. С. 38-41. |
| 7  | К ВОПРОСУ О КРИМИНОЛОГИЧЕСКОЙ БЕЗОПАСНОСТИ ЛИЧНОСТИ В БЫТУКим Е. П., Ким В. Е.В сборнике: Проблемы квалификации и расследования преступлений Сборник научных трудов. Хабаровск, 2017. С. 20-25. |
| 8  | НЕКОТОРЫЕ ТЕОРЕТИЧЕСКИЕ ВОПРОСЫ ВИКТИМОЛОГИЧЕСКОГО НАПРАВЛЕНИЯ ПРОФИЛАКТИКИКим Е. П.В сборнике: Проблемы квалификации и расследования преступлений Сборник научных трудов. Хабаровск, 2017. С. 11-20. |
| 9  | ПРОБЛЕМЫ УГОЛОВНО-ПРАВОВОЙ ОЦЕНКИ ФИЗИЧЕСКОГО ПРИНУЖДЕНИЯ, ОСУЩЕСТВЛЯЕМОГО СОТРУДНИКАМИ ПРАВООХРАНИТЕЛЬНЫХ ОРГАНОВ В РАМКАХ СВОЕЙ СЛУЖЕБНОЙ ДЕЯТЕЛЬНОСТИКим Е. П., Быков А. В.В сборнике: Актуальные проблемы обеспечения прав потерпевших в ходе предварительного следствияМатериалы Межведомственного круглого стола. Составитель: Костенко К. А.. 2015. С. 19-23. |
| 10 | НЕКОТОРЫЕ ОСОБЕННОСТИ ДОПРОСА ПОТЕРПЕВШЕГО ОТ ИМУЩЕСТВЕННЫХ ПРЕСТУПЛЕНИЙКим Е. П., Киселев Е. А.В сборнике: Актуальные проблемы обеспечения прав потерпевших в ходе предварительного следствияМатериалы Межведомственного круглого стола. Составитель: Костенко К. А.. 2015. С. 23-26. |
| 11 | НАПРАВЛЕНИЕ ПИСЬМЕННЫХ ОБРАЩЕНИЙ, КАСАЮЩИХСЯ НАРУШЕНИЙ, ДОПУЩЕННЫХ ЗАЩИТНИКОМ, КАК СПОСОБ ПРЕОДОЛЕНИЯ ПРОТИВОДЕЙСТВИЮ РАССЛЕДОВАНИЯ ПРЕСТУПЛЕНИЙКим Е. П., Костенко К. А.В сборнике: Проблемы противодействия расследованию преступлений и пути их преодоления Сборник материалов Межведомственного научно-практического семинара. 2017. С. 39-42. |
| 12 | О ФОРМАХ ПРОТИВОДЕЙСТВИЯ РАССЛЕДОВАНИЮ ПРЕСТУПЛЕНИЙ, СВЯЗАННЫХ С ПРОЯВЛЕНИЯМИ КОРРУПЦИИКим Е. П., Костенко К. А.В сборнике: Проблемы противодействия расследованию преступлений и пути их преодоления Сборник материалов Межведомственного научно-практического семинара. 2017. С. 42-49. |
| 13 | ПРОБЛЕМНЫЕ ВОПРОСЫ КВАЛИФИКАЦИИ ИЗНАСИЛОВАНИЯКим Е. П., Авдеева Е. В.В сборнике: Проблемы квалификации и расследования преступлений Второй сборник научных трудов: Электронный ресурс. Хабаровск, 2017. С. 11-19. |
| 14 | АЛГОРИТМИЗАЦИЯ ДЕЙСТВИЙ СЛЕДОВАТЕЛЯ ПРИ РАССМОТРЕНИИ СООБЩЕНИЙ О ПРЕСТУПЛЕНИИ, ПРЕДУСМОТРЕННОМ СТ. 145.1 УК РФКим Е. П., Киселёв Е. А.В книге: РАЗВИТИЕ РОССИЙСКОГО ПРАВА: НОВЫЕ КОНТЕКСТЫ И ПОИСКИ РЕШЕНИЯ ПРОБЛЕМ III Московский юридический форум. Х Международная научно-практическая конференция: в 4 частях. 2016. С. 434—437. |
| 15 | НЕКОТОРЫЕ ВОПРОСЫ КВАЛИФИКАЦИИ ПРЕСТУПЛЕНИЙ В СФЕРЕ АВТОМОБИЛЬНЫХ ПАССАЖИРСКИХ ПЕРЕВОЗОККим Е. П., Знамеровский Е. В., Соколенко Д. А.В сборнике: ПРОБЛЕМЫ ПРОТИВОДЕЙСТВИЯ ЭКОНОМИЧЕСКИМ ПРЕСТУПЛЕНИЯМ: РЕГИОНАЛЬНЫЕ АСПЕКТЫ 2015. С. 89-94. |
| 16 | К ВОПРОСУ О СОЗДАНИИ КОНСТИТУЦИОННО-ПРАВОГО МЕХАНИЗМА ЗАЩИТЫ НЕСОВЕРШЕННОЛЕТНЕГО ПОТЕРПЕВШЕГО (ПО МАТЕРИАЛАМ ХАБАРОВСКОГО КРАЯ)Ким Е. П., Киселёв Е. А.Власть и управление на Востоке России. 2017. № 1 (78). С. 105—112. |
| 17 | ВИКТИМОЛОГИЧЕСКОЕ НАПРАВЛЕНИЕ В ДЕЯТЕЛЬНОСТИ ОРГАНОВ ВНУТРЕННИХ ДЕЛКим Е. П., Ким Е. Р., Бойко Н. В.Учебно-практическое пособие / Хабаровск, 2002. |
| 18 | ТАКТИЧЕСКИЕ ПРИЕМЫ ДЕЙСТВИЙ СЛЕДОВАТЕЛЯ ПРИ РАССМОТРЕНИИ СООБЩЕНИЙ О ПРЕСТУПЛЕНИИ, ПРЕДУСМОТРЕННОМ СТ.145.1 УК РФ (НЕВЫПЛАТА ЗАРАБОТНОЙ ПЛАТЫ, ПЕНСИЙ, СТИПЕНДИЙ, ПОСОБИЙ И ИНЫХ ВЫПЛАТ)Ким Е. П., Киселев Е. А., Гамалей А. А.В сборнике: Криминалистическое сопровождение расследования преступлений : проблемы и пути их решения 2016. С. 264—268. |
| 19 | НЕКОТОРЫЕ ОСОБЕННОСТИ ПРЕДУПРЕЖДЕНИЯ ПРЕСТУПЛЕНИЙ КОРРУПЦИОННОЙ НАПРАВЛЕННОСТИКим Е. П.В сборнике: Противодействие преступлениям коррупционной направленности Материалы Международной научно-практической конференции, посвященной выдающемуся российскому ученому Николаю Сергеевичу Алексееву. Под общей редакцией А. И. Бастрыкина; Следственный комитет Российской Федерации, Академия Следственного комитета Российской Федерации. 2016. С. 85-89. |
| 20 | ФАКТОРЫ, ДЕТЕРМИНИРУЮЩИЕ ПРЕСТУПЛЕНИЯ КОРРУПЦИОННОЙ НАПРАВЛЕННОСТИКим Е. П., Киселёв Е. А., Гамалей А. А.В сборнике: Противодействие преступлениям коррупционной направленности Материалы Международной научно-практической конференции, посвященной выдающемуся российскому ученому Николаю Сергеевичу Алексееву. Под общей редакцией А. И. Бастрыкина; Следственный комитет Российской Федерации, Академия Следственного комитета Российской Федерации. 2016. С. 81-85. |
| 21 | К ВОПРОСУ О ПРИМЕНЕНИИ КРИМИНАЛИСТИЧЕСКИХ УЧЕТОВ В РОЗЫСКЕ БЕЗ ВЕСТИ ПРОПАВШИХ НЕСОВЕРШЕННОЛЕТНИХКим Е. П., Киселёв Е. А., Гамалей А. А.В сборнике: Обеспечение прав и законных интересов граждан в деятельности органов предварительного расследования Сборник статей Межведомственного круглого стола и Всероссийского круглого стола . Редколлегия: А. В. Булыжкин [и др.]. 2017. С. 102—109. |
| 22 | К ВОПРОСУ О НЕКОТОРЫХ ОСОБЕННОСТЯХ ОСВОБОЖДЕНИЯ ОТ УГОЛОВНОЙ ОТВЕТСТВЕННОСТИ НА ОСНОВАНИИ ПРИМЕЧАНИЙ К СООТВЕТСТВУЮЩИМ СТАТЬЯМ ОСОБЕННОЙ ЧАСТИ УК РФКим Е. П., Костенко К. А.В сборнике: Уголовно-правовое регулирование: вопросы теории и практики Иркутск, 2014. С. 12-21. |
| 23 | ПРЕСТУПНОСТЬ В СФЕРЕ БЫТОВЫХ ОТНОШЕНИЙ И ЕЕ ПРЕДУПРЕЖДЕНИЕ : ПРОБЛЕМЫ ТЕОРИИ И ПРАКТИКИКим Е. П.Смоленск, 2002. |
| 24 | ТИПИЧНЫЕ ОШИБКИ В ДОКУМЕНТАХ, СОДЕРЖАЩИХ РЕЗУЛЬТАТЫ ОРД, И ПУТИ ИХ УСТРАНЕНИЯКим Е. П., Быков А. В.методические рекомендации / Хабаровск, 2011. |
| 25 | ДЕЯТЕЛЬНОСТЬ ОРГАНОВ ВНУТРЕННИХ ДЕЛ ПО ПРЕДУПРЕЖДЕНИЮ ПРЕСТУПНОСТИ В СФЕРЕ БЫТОВЫХ ОТНОШЕНИЙКим Е. П.Учебное пособие / Хабаровск, 1999. |
| 26 | ВИКТИМОЛОГИЯ: ПРОБЛЕМЫ ТЕОРИИ И ПРАКТИКИКим Е. П., Михайличенко А. А., Коцюба В. А.Учебно-методическое пособие / Хабаровск, 2004. |
| 27 | ИСПОЛЬЗОВАНИЕ ЗАЩИТНИКОМ ВИКТИМОЛОГИЧЕСКИХ ДАННЫХ В УГОЛОВНОМ СУДОПРОИЗВОДСТВЕКим Е. П., Рябов В. Н.учебное пособие / Хабаровск, 2000. |
| 28 | ИСПОЛЬЗОВАНИЕ КРИМИНАЛИСТИЧЕСКИХ УЧЕТОВ В РОЗЫСКЕ БЕЗВЕСТНО ИСЧЕЗНУВШИХ ГРАЖДАНКим Е. П., Киселев Е. А.В сборнике: Противодействие преступлениям, связанным с безвестным исчезновением граждан, и методика их расследования Материалы Международной научно-практической конференции. 2015. С. 122—125. |
| 29 | ПРОФИЛАКТИКА БЫТОВЫХ ПРЕСТУПЛЕНИЙ ОРГАНАМИ ВНУТРЕННИХ ДЕЛКим Е. П., Романов Г. А.Лекция / Москва, 1989. |
| 30 | БЫТ И ПРЕСТУПНОСТЬКим Е. П.Монография / Хабаровск, 2000. |
| 31 | НЕКОТОРЫЕ ОСОБЕННОСТИ ТЕХНИКО-КРИМИНАЛИСТИЧЕСКОГО СОПРОВОЖДЕНИЯ ОСМОТРА МЕСТА ПРОИСШЕСТВИЯ КРАЖ, СОВЕРШЕННЫХ НЕСОВЕРШЕННОЛЕТНИМИКим Е. П., Киселев Е. А.В сборнике: Криминалистическое обеспечение раскрытия и расследования преступлений Материалы X Всероссийского научно-практического круглого стола. 2016. С. 159—165. |
| 32 | ВЗАИМОДЕЙСТВИЕ СЛЕДОВАТЕЛЯ С ОРГАНАМИ СОЦИАЛЬНОЙ РЕАБИЛИТАЦИИ НЕСОВЕРШЕННОЛЕТНИХ ПРИ РАССЛЕДОВАНИИ НАСИЛЬСТВЕННЫХ ПРЕСТУПЛЕНИЙ В ОТНОШЕНИИ НЕСОВЕРШЕННОЛЕТНИХ (НА ПРИМЕРЕ ХАБАРОВСКОГО КРАЯ)Ким Е. П., Киселев Е. А.В сборнике: Оптимизация предварительного следствия Материалы Международной научно-практической конференции. 2016. С. 205—210. |
| 33 | К ВОПРОСУ О РЕАЛИЗАЦИИ ГАРАНТИЙ ПРАВА ОБВИНЯЕМОГО НА ЗАЩИТУ (ПРИ ВОЗНИКНОВЕНИИ ПРОТИВОРЕЧИЙ ИНТЕРЕСОВ)Ким Е. П., Казачек Е. Ю.В сборнике: АКТУАЛЬНЫЕ ПРОБЛЕМЫ РАССЛЕДОВАНИЯ ПРЕСТУПЛЕНИЙ Материалы Международной научно-практической конференции. 2013. С. 266—274. |
| 34 | УГОЛОВНО-ПРАВОВАЯ И КРИМИНОЛОГИЧЕСКАЯ ХАРАКТЕРИСТИКА УБИЙСТВ, СВЯЗАННЫХ С НЕЗАКОННЫМ УПОТРЕБЛЕНИЕМ НАРКОТИЧЕСКИХ СРЕДСТВКим Е. П., Быков А. В.учебно-методическое пособие / Хабаровск, 2011. |
| 35 | ИСПОЛЬЗОВАНИЕ ВИКТИМОЛОГИЧЕСКИХ ДАННЫХ ПРИ РАССЛЕДОВАНИИ ПРЕСТУПЛЕНИЙ В ОТНОШЕНИИ НЕСОВЕРШЕННОЛЕТНИХКим Е. П.В сборнике: ПРЕСТУПЛЕНИЯ ПРОТИВ СЕМЬИ И НЕСОВЕРШЕННОЛЕТНИХ. УГОЛОВНО-ПРАВОВЫЕ ПРОБЛЕМЫ И ПУТИ ИХ РЕШЕНИЯ Материалы Межрегиональной научно-практической конференции. 2014. С. 36-42. |
| 36 | НЕКОТОРЫЕ ВОПРОСЫ РАССЛЕДОВАНИЯ КРАЖ ЧУЖОГО ИМУЩЕСТВА, СОВЕРШЕННЫХ НЕСОВЕРШЕННОЛЕТНИМИКим Е. П., Киселев Е. А.В сборнике: ПРЕСТУПЛЕНИЯ ПРОТИВ СЕМЬИ И НЕСОВЕРШЕННОЛЕТНИХ. УГОЛОВНО-ПРАВОВЫЕ ПРОБЛЕМЫ И ПУТИ ИХ РЕШЕНИЯ Материалы Межрегиональной научно-практической конференции. 2014. С. 104—113. |
| 37 | ИСПОЛЬЗОВАНИЕ ВИКТИМОЛОГИЧЕСКИХ ДАННЫХ ПРИ РАССЛЕДОВАНИИ НАСИЛЬСТВЕННЫХ ПРЕСТУПЛЕНИЙ, СОВЕРШЕННЫХ В ОТНОШЕНИИ НЕСОВЕРШЕННОЛЕТНИХКим Е. П., Быков А. В.Предварительное следствие. 2011. № 4. С. 79. |
| 38 | НЕКОТОРЫЕ АСПЕКТЫ СОЗДАНИЯ МЕХАНИЗМА СОЦИАЛЬНОЙ РЕАБИЛИТАЦИИ НЕСОВЕРШЕННОЛЕТНИХ ПОСТРАДАВШИХ ОТ НАСИЛИЯ (ПО МАТЕРИАЛАМ ХАБАРОВСКОГО КРАЯ)Ким Е. П., Киселев Е. А.В сборнике: Противодействие преступлениям, совершаемым несовершеннолетними и в отношении несовершеннолетних Материалы Международной научно-практической конференции. Следственный комитет Российской Федерации, Академия Следственного комитета Российской Федерации; под редакцией А. И. Бастрыкина; редколлегия: А. В. Федоров, А. М. Багмет, В. В. Бычков. 2015. С. 94-100.                                                                |
| 39 | РОЛЬ ОБЩЕСТВЕННЫХ ОБЪЕДИНЕНИЙ В ПРЕДУПРЕЖДЕНИИ ПРЕСТУПЛЕНИЙ НЕСОВЕРШЕННОЛЕТНИХКим Е. П., Бойко Н. В.В сборнике: Проблемы правового обеспечения деятельности органов внутренних дел по охране общественного порядка и борьбе с преступностью Материалы региональной межвузовской научно-практической конференции. Дальневосточный юридический институт МВД РФ. 2003. С. 139—142. |
| 40 | ПОРЯДОК ДЕЙСТВИЙ СЛЕДОВАТЕЛЯ ПРИ РАССМОТРЕНИИ СООБЩЕНИЙ О ПРЕСТУПЛЕНИИ, ПРЕДУСМОТРЕННОМ СТ. 145.1 УК РФ (НЕВЫПЛАТА ЗАРАБОТНОЙ ПЛАТЫ, ПЕНСИЙ, СТИПЕНДИЙ, ПОСОБИЙ И ИНЫХ ВЫПЛАТ)Ким Е. П., Киселёв Е. А.Известия Тульского государственного университета. Экономические и юридические науки. 2016. № 3-2. С. 53-57. |
| 41 | ПРОТИВОДЕЙСТВИЕ ЭКОНОМИЧЕСКИМ ПРЕСТУПЛЕНИЯМ В ДАЛЬНЕВОСТОЧНОМ ФЕДЕРАЛЬНОМ ОКРУГЕ (ПО МАТЕРИАЛАМ МЕЖРЕГИОНАЛЬНОЙ НАУЧНО-ПРАКТИЧЕСКОЙ КОНФЕРЕНЦИИ)Ким Е. П., Киселёв Е. А., Казачек Е. Ю.Вестник Академии Следственного комитета Российской Федерации. 2016. № 1 (7). С. 58-67. |
| 42 | ПОНЯТИЕ КОРРУПЦИОННОГО ПРЕСТУПЛЕНИЯ: КОНФЛИКТ ИНТЕРЕСОВ НА СЛУЖБЕ КАК ОСНОВА КОРРУПЦИОННОГО ПРЕСТУПЛЕНИЯКим Е. П., Быков А. В.В сборнике: Актуальные проблемы противодействия коррупционным преступлениям сборник материалов Всероссийской научно-практической конференции. Под редакцией Т. Б. Басовой и К. А. Волкова; Хабаровский краевой суд, Дальневосточный филиал Российской академии правосудия. 2013. С. 38-46. |
| 43 | О НЕКОТОРЫХ ПРОЦЕССУАЛЬНЫХ ОСОБЕННОСТЯХ ПОЛУЧЕНИЯ СЛЕДОВАТЕЛЕМ ИНФОРМАЦИИ ПО ВОПРОСАМ УСЫНОВЛЕНИЯ НЕСОВЕРШЕННОЛЕТНИХ ПОДВЕРГШИХСЯ НАСИЛИЮКим Е. П., Киселев Е. А., Казачек Е. Ю.В сборнике: Актуальные проблемы применения норм уголовно-процессуального права при расследовании преступлений Материалы Международной научно-практической конференции. Следственный комитет Российской Федерации, Федеральное государственное казённое образовательное учреждение дополнительного профессионального образования Институт повышения квалификации Следственного комитета Российской Федерации. 2012. С. 178—189. |
| 44 | ИЗНАСИЛОВАНИЕ: УГОЛОВНО-ПРАВОВОЙ, КРИМИНОЛОГИЧЕСКИЙ И ВИКТИМОЛОГИЧЕСКИЙ АСПЕКТЫКим Е. П., Антонова Е. Ю., Антонов И. М.Дальневосточный юридический институт МВД РФ. Хабаровск, 2003. |
| 45 | КВАЛИФИКАЦИЯ КОРРУПЦИОННЫХ ПРЕСТУПЛЕНИЙ В СФЕРЕ ЭКОНОМИКИ. КУРС ЛЕКЦИЙБыков А. В., Загрядская Е. А., Изосимов В. С., Ким Е. П., Климанов А. М., Козлов А. Е., Кондраткова Н. В., Морозова Н. А., Пешков Д. В., Розовская Т. И.Учебное пособие для студентов вузов, обучающихся по специальности «Юриспруденция» / Москва, 2015. |
| 46 | ОРГАНИЗАЦИЯ РУКОВОДИТЕЛЕМ СЛЕДСТВЕННОГО ОРГАНА РАБОТЫ ПО РАСКРЫТИЮ И РАССЛЕДОВАНИЮ КОРРУПЦИОННЫХ ПРЕСТУПЛЕНИЙТрубчик И. С., Ким Е. П., Быков А. В.Вестник Академии Следственного комитета Российской Федерации. 2015. № 3 (5). С. 123—128. |
| 47 | ЗАДЕРЖАНИЕ ПОДОЗРЕВАЕМОГО: ПРАВОВОЙ И ПРАКТИЧЕСКИЙ АСПЕКТЫКим Е. П., Костенко К. А.Российский следователь. 2016. № 4. С. 27-31. |
| 48 | К ВОПРОСУ О СПОСОБАХ СОВЕРШЕНИЯ ПРЕСТУПЛЕНИЙ В СФЕРЕ НАЛОГООБЛОЖЕНИЯКим Е. П.В сборнике: ПРОБЛЕМЫ ПРОТИВОДЕЙСТВИЯ ЭКОНОМИЧЕСКИМ ПРЕСТУПЛЕНИЯМ: РЕГИОНАЛЬНЫЕ АСПЕКТЫ 2015. С. 25-30. |
| 49 | К ВОПРОСУ О ПРИЗНАКАХ КРИМИНАЛЬНОГО РЕЙДЕРСТВАКим Е. П., Быков А. В.В сборнике: Преступность в России: проблемы реализации закона и правоприменения Сборник научных трудов. под ред. В. А. Авдеева. Иркутск, 2015. С. 35-39. |
| 50 | ПРОТИВОДЕЙСТВИЕ ЭКОНОМИЧЕСКИМ ПРЕСТУПЛЕНИЯМ: РЕГИОНАЛЬНЫЕ АСПЕКТЫ (ПО МАТЕРИАЛАМ МЕЖРЕГИОНАЛЬНОЙ НАУЧНО-ПРАКТИЧЕСКОЙ КОНФЕРЕНЦИИ)Ким Е. П., Киселёв Е. А., Казачек Е. Ю.Власть и управление на Востоке России. 2015. № 4 (73). С. 8-16. |
| 51 | НЕКОТОРЫЕ АСПЕКТЫ СОВЕРШЕНСТВОВАНИЯ РОЗЫСКА ЛИЦ, СКРЫВАЮЩИХСЯ ОТ ОРГАНОВ ДОЗНАНИЯ, СЛЕДСТВИЯ И СУДАКим Е. П., Гомбоев Б. Ч., Некозырева Т. С.Российский следователь. 2007. № 2. |
| 52 | КВАЛИФИКАЦИЯ КОРРУПЦИОННЫХ ПРЕСТУПЛЕНИЙ В СФЕРЕ ЭКОНОМИКИБагмет А. М., Быков А. В., Загрядская Е. А., Изосимов В. С., Ким Е. П., Климанов А. М., Пешков Д. В., Розовская Т. И., Козлов А. Е., Кондраткова Н. В., Морозова Н. А.Курс лекций: учебное пособие для студентов вузов, обучающихся по специальности «Юриспруденция» / Академия Следственного комитета Российской Федерации. Москва, 2015. |
| 53 | О ПОНЯТИИ РЕЙДЕРСТВАКим Е. П., Быков А. В.Расследование преступлений: проблемы и пути их решения. 2015. № 1 (7). С. 53-55. |
| 54 | К ВОПРОСУ О ПРАВОВЫХ ПОСЛЕДСТВИЯХ ОТКАЗА В ВОЗБУЖДЕНИИ УГОЛОВНОГО ДЕЛА ПО НЕРЕАБИЛИТИРУЮЩИМ ОСНОВАНИЯМКим Е. П., Костенко К. А., Осипова Т. В.Российский следователь. 2015. № 11. С. 25-29. |
| 55 | ВИКТИМОЛОГИЧЕСКИЙ АСПЕКТ ПРОФИЛАКТИКИ ПРЕСТУПЛЕНИЙКим Е. П.Вестник Академии Следственного комитета Российской Федерации. 2014. № 1. С. 31-38. |
| 56 | КРИМИНОЛОГИЧЕСКАЯ ХАРАКТЕРИСТИКА КРАЖ, СОВЕРШАЕМЫХ НЕСОВЕРШЕННОЛЕТНИМИ В ДАЛЬНЕВОСТОЧНОМ ФЕДЕРАЛЬНОМ ОКРУГЕТрубчик И. С., Ким Е. П., Киселёв Е. А.Расследование преступлений: проблемы и пути их решения. 2013. № 2 (2). С. 358—363. |
| 57 | ПРАКТИЧЕСКИЕ ПРОБЛЕМЫ УГОЛОВНО-ПРАВОВОЙ ОЦЕНКИ ПРЕСТУПЛЕНИЙ ПРОТИВ ПОЛОВОЙ НЕПРИКОСНОВЕННОСТИКим Е. П., Быков А. В.Расследование преступлений: проблемы и пути их решения. 2013. № 2 (2). С. 205—209. |
| 58 | ЭВОЛЮЦИЯ (ИСТОРИЯ РАЗВИТИЯ) РОССИЙСКОГО ЗАКОНОДАТЕЛЬСТВА ПО ПРЕДУПРЕЖДЕНИЮ ПРЕСТУПЛЕНИЙ, СОВЕРШАЕМЫХ СЛУЖАЩИМИ ОРГАНОВ МЕСТНОГО САМОУПРАВЛЕНИЯКим Е. П., Быков А. В.Российская юстиция. 2010. № 6. С. 32. |
| 59 | ПРИМЕНЕНИЕ ФИЗИЧЕСКОЙ СИЛЫ СОТРУДНИКАМИ ОРГАНОВ НАРКОКОНТРОЛЯКим Е. П., Шаповалов С. В., Быков А. В.В сборнике: Современные проблемы противодействия наркопреступности и распространению наркомании в Азиатско-Тихоокеанском регионе Сборник материалов международной научно-практической конференции: в 2 частях. Дальневосточный институт повышения квалификации ФСКН России. 2010. С. 151—154. |
| 60 | СТАНОВЛЕНИЕ АГЕНТУРНОГО МЕТОДА В ОПЕРАТИВНО-РОЗЫСКНОЙ ДЕЯТЕЛЬНОСТИ РОССИИ (ИСТОРИЧЕСКИЙ АСПЕКТ)Ким Е. П., Васильков А. М.В сборнике: Современные проблемы противодействия наркопреступности и распространению наркомании в Азиатско-Тихоокеанском регионе Сборник материалов международной научно-практической конференции: в 2 частях. Дальневосточный институт повышения квалификации ФСКН России. 2010. С. 145—151. |
| 61 | РЕАЛИЗАЦИЯ ГАРАНТИЙ ПРАВА ОБВИНЯЕМОГО НА ЗАЩИТУ (ПРИ ВОЗНИКНОВЕНИИ ПРОТИВОРЕЧИЙ ИНТЕРЕСОВ) ПРИ РАССЛЕДОВАНИИ УГОЛОВНЫХ ДЕЛ В СФЕРЕ НЕЗАКОННОГО ОБОРОТА НАРКОТИКОВКим Е. П., Казачек Е. Ю.В сборнике: Актуальные вопросы противодействия незаконному обороту наркотиков Материалы Всероссийской научно-практической конференции. ДВИПК ФСКН России. 2013. С. 82-88. |
| 62 | НЕКОТОРЫЕ АСПЕКТЫ РАССЛЕДОВАНИЯ КРАЖ ЧУЖОГО ИМУЩЕСТВА, СОВЕРШАЕМЫХ НЕСОВЕРШЕННОЛЕТНИМИ (НА ПРИМЕРЕ ДАЛЬНЕВОСТОЧНОГО ФЕДЕРАЛЬНОГО ОКРУГА)Трубчик И. С., Ким Е. П., Киселёв Е. А.Власть и управление на Востоке России. 2015. № 1 (70). С. 136—141. |
| 63 | РАССЛЕДОВАНИЕ ОТДЕЛЬНЫХ ВИДОВ ПРЕСТУПЛЕНИЙ, СОВЕРШЕННЫХ НЕСОВЕРШЕННОЛЕТНИМИКарагодин В. Н., Казаков А. А., Вахмянина Н. Б., Вдовцев П. В., Волочай С. Н., Гончаров Д. Ю., Каркошко Ю. С., Ким Е. П., Киселев Е. А., Трубчик И. С., Яшков С. А.Санкт-Петербург, 2014. |
| 64 | ОБ ОСОБЕННОСТЯХ ОСВОБОЖДЕНИЯ ОТ УГОЛОВНОЙ ОТВЕТСТВЕННОСТИ НА ОСНОВАНИИ ПРИМЕЧАНИЙ К СООТВЕТСТВУЮЩИМ СТАТЬЯМ ОСОБЕННОЙ ЧАСТИ УК РФКим Е. П., Костенко К. А.Российский следователь. 2014. № 23. С. 27-31. |
| 65 | К ВОПРОСУ О НЕКОТОРЫХ ОСОБЕННОСТЯХ ОСВОБОЖДЕНИЯ ОТ УГОЛОВНОЙ ОТВЕТСТВЕННОСТИ НА ОСНОВАНИИ ПРИМЕЧАНИЙ К СООТВЕТСТВУЮЩИМ СТАТЬЯМ ОСОБЕННОЙ ЧАСТИ УК РФКим Е. П., Костенко К. А.Российский следователь. 2014. № 17. С. 16-22. |
| 66 | ПРОБЛЕМЫ РЕАЛИЗАЦИИ НОРМ ОБ ОТВЕТСТВЕННОСТИ ЗА ОРГАНИЗАЦИЮ ПРЕСТУПНОГО СООБЩЕСТВАКим Е. П., Костенко К. А.Всероссийский криминологический журнал. 2013. № 3. С. 108—114. |
| 67 | КРИМИНОЛОГИЯ БЫТОВЫХ ОТНОШЕНИЙЕвгений Петрович Киммонография / Е. П. Ким ; М-во внутренних дел Российской Федерации, Дальневосточный юридический ин-т. Хабаровск, 2006. |
| 68 | ПРОБЛЕМЫ ДЕМОГРАФИИ И МИГРАЦИИ КАК ДЕТЕРМИНАНТЫ РАЗВИТИЯ НАРКОПРЕСТУПНОСТИ В ДАЛЬНЕВОСТОЧНОМ ФЕДЕРАЛЬНОМ ОКРУГЕКим Е. П., Федоренко Т. А.Всероссийский криминологический журнал. 2013. № 2. С. 7-21. |
| 69 | КОНФЛИКТ ИНТЕРЕСОВ НА СЛУЖБЕ КАК ОСНОВА КОРРУПЦИОННОГО ПРЕСТУПЛЕНИЯ (КРИМИНОЛОГИЧЕСКИЙ АСПЕКТ)Ким Е. П., Быков А. В.Российский следователь. 2013. № 10. С. 33-38. |
| 70 | К ВОПРОСУ О МЕТОДАХ ПРОВЕДЕНИЯ КРИМИНОЛОГИЧЕСКОГО МОНИТОРИНГА НАРКОСИТУАЦИИКим Е. П., Федоренко Т. А.Власть и управление на Востоке России. 2011. № 4. С. 171—178. |
| 71 | ПРЕСТУПНОСТЬ В СФЕРЕ БЫТОВЫХ ОТНОШЕНИЙ И ЕЕ ПРЕДУПРЕЖДЕНИЕ (ПРОБЛЕМЫ ТЕОРИИ И ПРАКТИКИ)Ким Е. П.диссертация на соискание ученой степени доктора юридических наук / Москва, 2002 |
| 72 | ЭВОЛЮЦИЯ (ИСТОРИЯ РАЗВИТИЯ) РОССИЙСКОГО ЗАКОНОДАТЕЛЬСТВА ПО ПРЕДУПРЕЖДЕНИЮ ПРЕСТУПЛЕНИЙ СОВЕРШАЕМЫХ СЛУЖАЩИМИ ОРГАНОВ МЕСТНОГО САМОУПРАВЛЕНИЯБыков А. В., Ким Е. П.Российская юстиция. 2010. № 6. С. 32-35. |
| 73 | МЕТОДЫ ИЗУЧЕНИЯ КРИМИНОЛОГИЧЕСКОЙ БЕЗОПАСНОСТИ ЛИЧНОСТИ В БЫТУКим Е. П., Ким В. Е.Вестник Забайкальского государственного университета. 2009. № 6. С. 106—113. |
| 74 | НЕКОТОРЫЕ АСПЕКТЫ СОВЕРШЕНСТВОВАНИЯ РОЗЫСКА ЛИЦ, СКРЫВАЮЩИХСЯ ОТ ОРГАНОВ ДОЗНАНИЯ, СЛЕДСТВИЯ И СУДАГомбоев Б. Ч., Некозырева Т. С., Ким Е. П.Российский следователь. 2007. № 2. С. 35-37. |
| 75 | СОСТОЯНИЕ И СТРУКТУРА КРИМИНАЛЬНОЙ СМЕРТНОСТИ В РОССИИ И НЕКОТОРЫЕ ПРОБЛЕМЫ ЕЕ ПРЕДУПРЕЖДЕНИЯКим Е. П., Михайличенко А. А.Всероссийский криминологический журнал. 2007. № 3-4. С. 15-22. |

## Семья
Воспитывал троих детей, внуков.